# Wyszatyce (gmina)
Gmina Wyszatyce – dawna gmina wiejska funkcjonująca w latach 1941–1944 pod okupacją niemiecką w Polsce. Siedzibą gminy były Wyszatyce.

## Historia
Wraz z wybuchem wojny niemiecko-radzieckiej 22 czerwca 1941 tereny radzieckiego obwodu lwowskiego zostały zajęte przez wojska niemieckie, a Galicja Wschodnia weszła 1 sierpnia 1941 w skład Generalnego Gubernatorstwa (GG). Na mocy dekretu Adolfa Hitlera z 1 sierpnia 1941 prawie cały obszar Galicji Wschodniej utworzył nowy dystrykt o nazwie Dystrykt Galicja, jednak prawobrzeżny obszar przedwojennego powiatu przemyskiego włączono do dystryktu krakowskiego, tworząc z nich Landkreis Przemysl. W związku z utworzeniem Landkreis Przemysl, dołączono do niego południowe gminy Landkreis Jaroslau, stanowiące lewobrzeżną część przedwojennego powiatu przemyskiego).
Utworzenie nowego Landkreisu Przemysl powiązane było ze zmianami granic miasta Przemyśla. Prawobrzeżną (radziecką) część połączono z lewobrzeżną (niemiecką) częścią, która w latach 1940–1941 tworzyła odrębne miasto o nazwie Deutsch-Przemysl w Landkreis Jaroslau. W związku z połączeniem obu części Przemyśla w jedno miasto, granice zjednoczonego Przemyśla znacznie rozszerzono, włączając do niego następujące lewobrzeżne obszary:
- z gminy Kuńkowce – gromady: Kuńkowce, Ostrów oraz południowy skrawek gromady Ujkowice,
- z gminy Żurawica – gromady: Buszkowice, Buszkowiczki i Żurawica, wschodni fragment gromady Bolestraszyce oraz niewielka, lewobrzeżna część Przekopanej, należącej przed wojną do gminy Popowice.

Pozostałą część pozbawionej siedziby gminy Kuńkowce włączono do gmin: Krzywcza (Bełwin, Korytniki, Łętownia i Wapowce), Orzechowce (Ujkowice) i Olszany (Krasice), natomiast pozostałą część pozbawionej siedziby gminy Żurawica (gromady Bolestraszyce, Wyszatyce, Dusowce i Walawa) przekształcono w nową gminę Wyszatyce, do której włączono także gromadę Małkowice z gminy Orzechowce.
Nowa gmina objęła zatem pięć gromad: cztery gromady ze zniesionej gminy Żurawica: Wyszatyce, Bolestraszyce, Dusowce i Walawa (Wyszatyce i Bolestraszyce należały przed wojną do gminy Żurawica, natomiast Dusowce i Walawa do gminie Stubno), a także piątą gromadę Małkowice, odłączoną od gminy Orzechowce. W 1943 roku gmina Wyszatyce liczyła 5835 mieszkańców.
Po zajęciu prawobrzeżnych terenów Landkreis Przemysl przez Armię Czerwoną 23 lipca 1944, zostały one włączone ponownie do ZSRR (reaktywowano tam m.in. przemyski), przez co gmina Wyszatyce została włączona do Landkreis Jaroslau, gdzie została zniesiona w miejsce reaktywowanej gminy Żurawica, oprócz Małkowic, które powróciły do gminy Orzechowce. Przyczyną tego był ponowny podział Przemyśla na Sanie, przez co wszystkie wsie włączone do niego w 1941 roku zostały ponownie z niego wyłączone.
W październiku 1944, w wyniku wytyczenia granicy między ZSRR a Polską, zachodnia część rejonu przemyskiego powróciła do Polski, po czym reaktywowano Powiat przemyski po obu stronach Sanu (w zasadzie w przedwojennych granicach oprócz tych obszarów, które pozostały w ZSRR). Jedynie dwie lewobrzeżne gromady przedwojennej gminy Stubno – Dusowce i Walawa – nie prowróciły do gminy Stubno po jej reaktywowaniu, lecz pozostały w gminie Żurawica. 